# ایلیبو
ایلیبو (به لاتین: Ilebo) یک شهر در جمهوری دموکراتیک کنگو است که در Kasaï District واقع شده‌است.